# Birger Ekeberg
Lars Birger Ekeberg, född 10 augusti 1880 i Uppsala, död 30 november 1968 i Engelbrekts församling, Stockholm, var en svensk jurist, politiker och ämbetsman. Han var justitieminister 1920–1921 och 1923–1924 och riksmarskalk 1946–1959.

## Biografi
Ekeberg avlade juris kandidatexamen 1902, blev docent 1904 och juris doktor 1907, allt vid Uppsala universitet. Läsåret 1906–1907 upprätthöll han professuren i straffrätt vid samma lärosäte, och blev därefter professor i privat- och finansrätt vid Stockholms högskola 1907. Han övergick 1915 till en professur i civilrätt där, som han innehade fram till 1925. Parallellt med sin akademiska karriär var han ledamot av Lagberedningen 1910–1925, där han i synnerhet ägnade sig åt frågor rörande familjerätt.
Ekeberg var 1920–1921 justitieminister i Louis De Geer d. y. och Oscar von Sydows regeringar, samt i Ernst Tryggers regering 1923–1924. Som justitieminister framlade han bland annat lagförslag om dödsstraffets avskaffande under fredstid, om förvärvande och förlust av svenskt medborgarskap samt om förmynderskap, av vilka flera blev gällande lag.
Ekeberg var justitieråd 1925–1927, ordförande i Lagberedningen 1927–1931, president i Svea hovrätt 1931–1946, ordförande i Handelshögskolan i Stockholms direktion 1940–1957, ledamot av Svenska Akademien från 1945 samt riksmarskalk 1946–1959 och Nobelstiftelsens ordförande 1947–1960. Han var även verksam inom det internationella lagstiftningsarbetet, bland annat som ledamot av Permanenta skiljedomstolen i Haag 1931–1955.

### Familj
Birger Ekeberg var son till handlanden Lars Fredrik Alexander Ekeberg och Hilma Amanda, född Lemke. Han gifte sig 1911 med Brita Swartz (1890–1983), dotter till Carl Swartz. Makarna är begravda på Uppsala gamla kyrkogård. Dottern Dagmar var gift med Torwald Hesser.

## Utmärkelser och ledamotskap

### Svenska utmärkelser
- Riddare och Kommendör av Kungl. Maj:ts Orden, 6 juni 1936.[4]
- Innehavare av Konung Gustaf V:s jubileumsminnestecken med anledning av 90-årsdagen, 1948.[5]
- Innehavare av Konung Gustav V:s minnestecken, 1951.[5]
- Kommendör med stora korset av Nordstjärneorden, 28 november 1930.[6]
- Kommendör av första klassen av Nordstjärneorden, 15 december 1921.[7]
- Kommendör av andra klassen av Nordstjärneorden, 6 juni 1918.[8]
- Riddare av Nordstjärneorden, 1913.[9]
- Kommendör med stora korset av Vasaorden, 6 juni 1952.[10]
- Illis Quorum av 18:e storleken, senast 1964.[11]
- Ledamot nummer 911 av Kungl. Vetenskapsakademien, invald 1944.
- Ledamot av Svenska Akademien på stol nummer 1, invald 1945.
- Hedersledamot av Kungliga Vitterhets Historie och Antikvitets Akademien.[5]
- Ledamot av Kungliga Skogs- och Lantbruksakademien.[5]
- Ledamot av Kungliga Samfundet för utgivande av handskrifter rörande Skandinaviens historia.[5]

### Utländska utmärkelser
- Storkorset av Belgiska Kronorden, tidigast 1945 och senast 1947.[12][13]
- Storkorset med briljanter av Danska Dannebrogorden, tidigast 1947 och senast 1950.[13][14]
- Storkorset av Danska Dannebrogorden, tidigast 1928 och senast 1931.[15][16]
- Kommendör av andra graden av Danska Dannebrogorden, tidigast 1918 och senast 1921.[17][18]
- Storkorset av Etiopiska Menelik II:s orden, tidigast 1950 och senast 1955.[5][14]
- Storkorset av Finlands Vita Ros’ orden, tidigast 1928 och senast 1931.[15][16]
- Kommendör av andra klassen av Finlands Vita Ros’ orden, tidigast 1918 och senast 1921.[17][18]
- Storkorset av Franska Hederslegionen, tidigast 1947 och senast 1950.[13][14]
- Storkorsriddare av Isländska falkorden, tidigast 1931 och senast 1935.[16][19]
- Storkorset av Jugoslaviska Fanans orden, tidigast 1950 och senast 1955.[5]
- Storkorset av Nederländska Oranien-Nassauorden, tidigast 1945 och senast 1947.[12][13]
- Storkorset av Norska Sankt Olavs orden, tidigast 1935 och senast 1940.[19][20]
- Kommendör av första klassen av Norska Sankt Olavs orden, tidigast 1928 och senast 1931.[15][16]
- Riddare av första klassen av Norska Sankt Olavs orden, tidigast 1915 och senast 1918.[17][21]
- Storkorset av Polska Polonia Restituta, tidigast 1945 och senast 1947.[12][13]
- Storkorset av Rumänska kronorden, tidigast 1945 och senast 1947.[12][13]
- Storkorset av Förbundsrepubliken Tysklands förtjänstorden, tidigast 1950 och senast 1955.[5][14]
- Storkorset av Ungerska republikens förtjänstorden, tidigast 1947 och senast 1950.[13][14]